# Mauricio Alonso
Mauricio Alonso, vollständiger Name Mauricio Sebastián Alonso Pereda (* 12. Februar 1994 in Montevideo) ist ein uruguayischer Fußballspieler.

## Karriere

### Verein
Der nach Angaben seines Vereins 1,71 Meter große, als Stürmer oder offensiver Mittelfeldspieler einsetzbare „Loco“ Alonso steht seit 2011 beim Club Atlético Cerro in der Primera División unter Vertrag, aus dessen Jugendabteilung er stammt. Sein Debüt im Profifußball feierte er am 15. August 2011. In Apertura und Clausura seiner ersten Spielzeit 2011/12 stand er als 17-Jähriger bereits in 27 Begegnungen auf dem Platz, davon sogar 21-mal in der Startaufstellung, und schoss drei Tore. In der Saison 2012/13 werden je nach Quellenlage 25 oder 26 Erstligaeinsätze bei drei erzielten Treffern für ihn geführt. Im Juli 2013 wurde zwar berichtet, dass der mexikanische Verein Atlético San Luis Alonso verpflichtet habe. Bereits im August 2013 wurde der Transfer dann aber doch als gescheitert vermeldet. In der Spielzeit 2013/14 absolvierte er für Cerro 16 Partien (ein Tor) in der Primera División. Im August 2014 schloss er sich auf Leihbasis dem Ligakonkurrenten Sud América an. In der Saison 2014/15 kam er zu 26 weiteren Erstligaeinsätzen (ein Tor). Anschließend kehrte er zu Cerro zurück. In der Apertura 2015 lief er bei den Montevideanern in fünf (kein Tor) Ligaspielen auf. Ab Anfang Januar 2016 setzte er seine Karriere im Rahmen einer Ausleihe bei Villa Dálmine in Argentiniens Primera B Nacional fort und kam bislang (Stand: 5. August 2017) 32-mal (acht Tore) in der Liga und einmal (kein Tor) in der Copa Argentina zum Einsatz.

### Nationalmannschaft
Trainer Juan Verzeri berief ihn 2012 bereits in die U-20-Nationalmannschaft Uruguays.